# Базюг
Базю́г (фр. Bazugues) — коммуна во Франции, находится в регионе Юг — Пиренеи. Департамент — Жер. Входит в состав кантона Миранд. Округ коммуны — Миранд.
Код INSEE коммуны — 32034.

## География

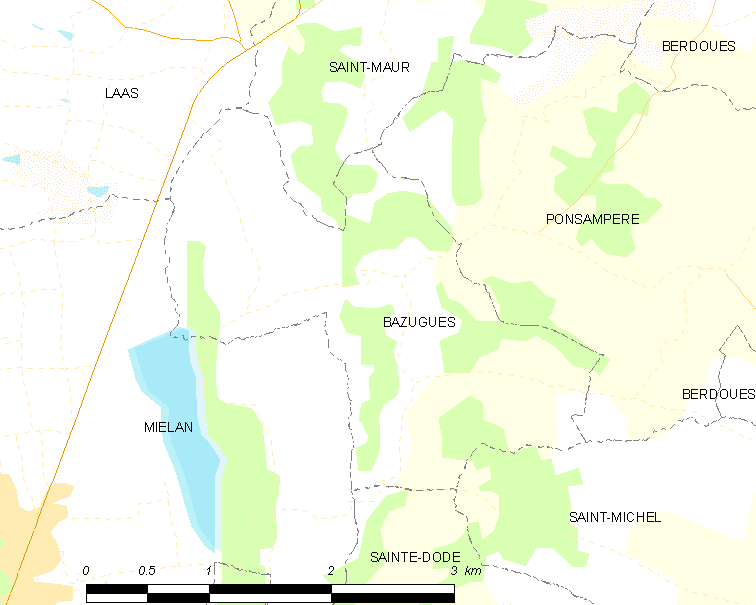
Карта коммуны

Коммуна расположена приблизительно в 620 км к югу от Парижа, в 95 км западнее Тулузы, в 30 км к юго-западу от Оша.
На западе коммуны протекает река Ос.

## Климат
Климат умеренно-океанический. Лето жаркое и немного дождливое, температура часто превышает 35 °С. Зимой часто бывает отрицательная температура и ночные заморозки. Годовое количество осадков — 700—900 мм.

## Население
Население коммуны на 2010 год составляло 67 человек.
| 1962 | 1968 | 1975 | 1982 | 1990 | 1999 | 2010 |
| ---- | ---- | ---- | ---- | ---- | ---- | ---- |
| 69   | 68   | 57   | 56   | 67   | 55   | 67   |

## Администрация
| Период | Период | Фамилия         | Партия        | Примечания |
| ------ | ------ | --------------- | ------------- | ---------- |
| 2001   | 2008   | Эдмон Монтегю   | Разные правые |            |
| 2014   | 2020   | Жан-Ноэль Жамме |               |            |

## Экономика
В 2010 году среди 41 человека трудоспособного возраста (15-64 лет) 33 были экономически активными, 8 — неактивными (показатель активности — 80,5 %, в 1999 году было 59,4 %). Из 33 активных жителей работали 27 человек (14 мужчин и 13 женщин), безработных было 6 (3 мужчин и 3 женщины). Среди 8 неактивных 3 человека были учениками или студентами, 2 — пенсионерами, 3 были неактивными по другим причинам.

## Достопримечательности
- Церковь Св. Себастьяна (XVI век, перестроена в XIX веке)